# Sâmbăta de Sus
Sâmbăta de Sus (in ungherese Keletifelsőszombatfalva, in tedesco Ober-Mühlendorf) è un comune della Romania di 1437 abitanti, ubicato nel distretto di Brașov, nella regione storica della Transilvania.
Il comune è formato dall'unione di due villaggi: Sâmbăta de Sus e Stațiunea Climaterică Sâmbăta.
Il monumento più importante del comune è il Monastero Brâncoveanu, costruito nel 1614, quando la località divenne un dominio di Preda Brâncoveanu, che iniziò la costruzione di un monastero in legno. 
Verso la fine del XVII secolo il monastero venne fatto ricostruire in muratura dal voivoda Constantin Brâncoveanu, nipote di Preda.
Dopo alterne vicende dovute alle successive invasioni subite in zona, nel 1785 il monastero venne distrutto per ordine dell'Impero Austriaco, che intendeva imporre la religione cattolica su quella ortodossa.
Soltanto all'inizio del XX secolo si decise la ricostruzione del monastero: nel 1926 il metropolita Nicolae Bălan fece avviare i lavori, che si protrassero per vent'anni e soltanto il 15 agosto 1946 il monastero poté essere dedicato all'Assunzione di Maria.

## Immagini del Monastero Brâncoveanu

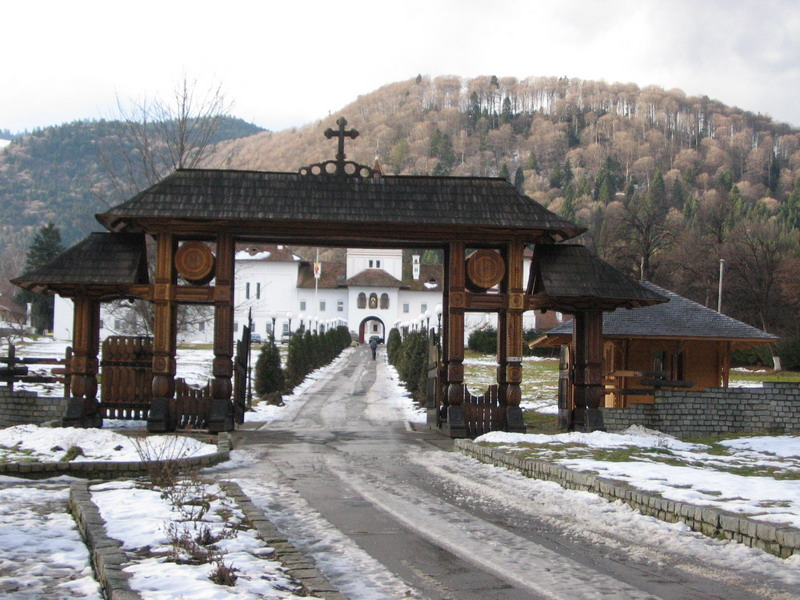
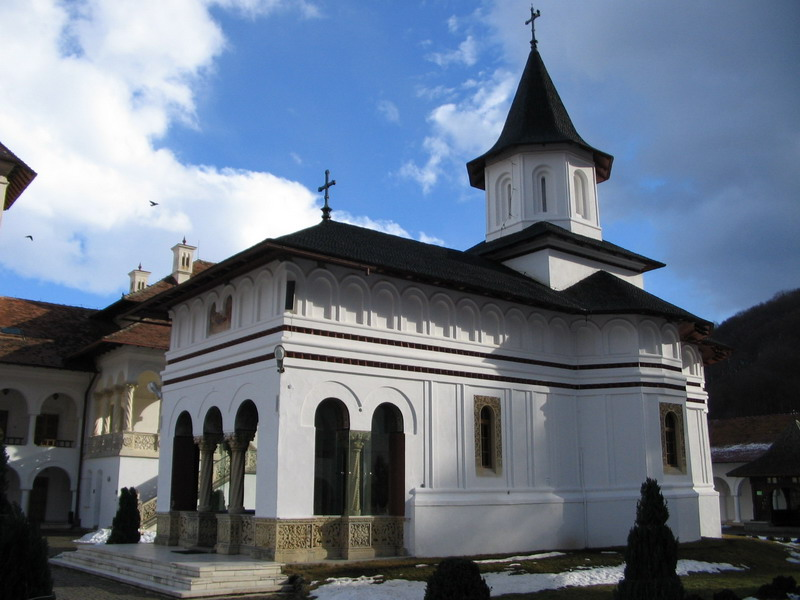
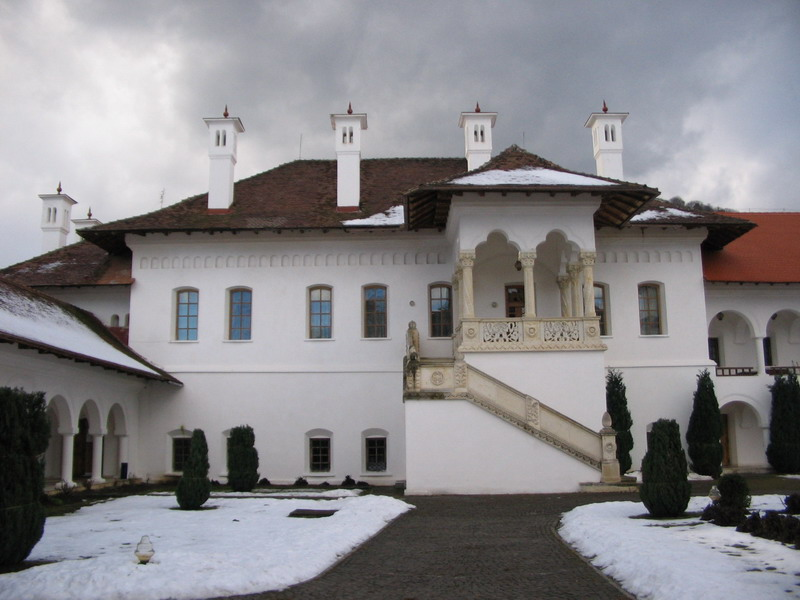
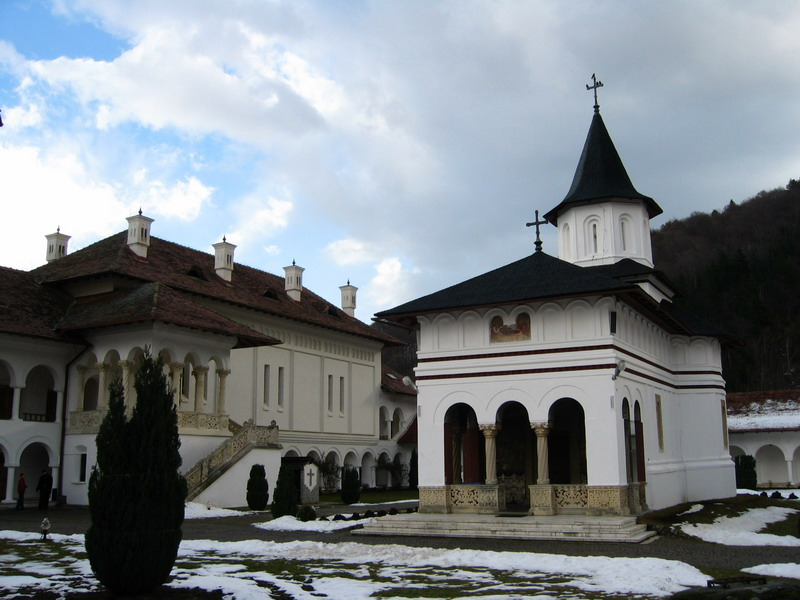
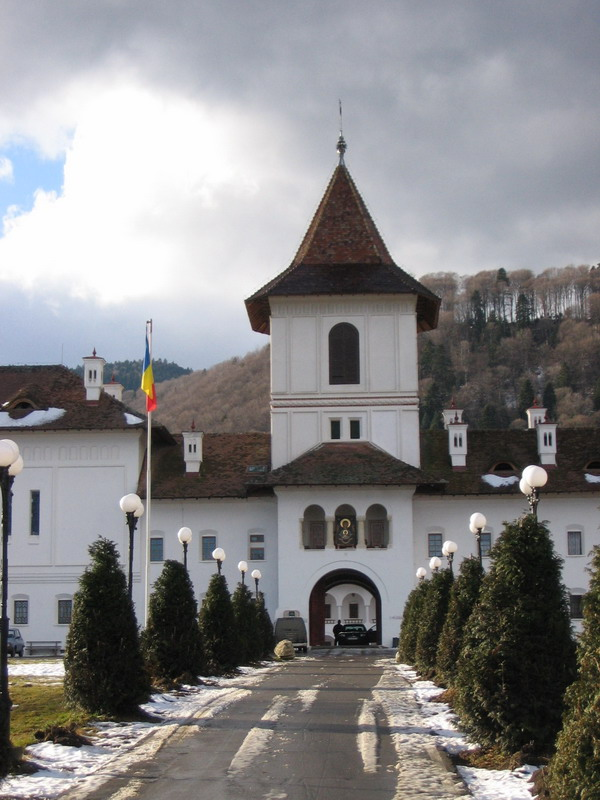
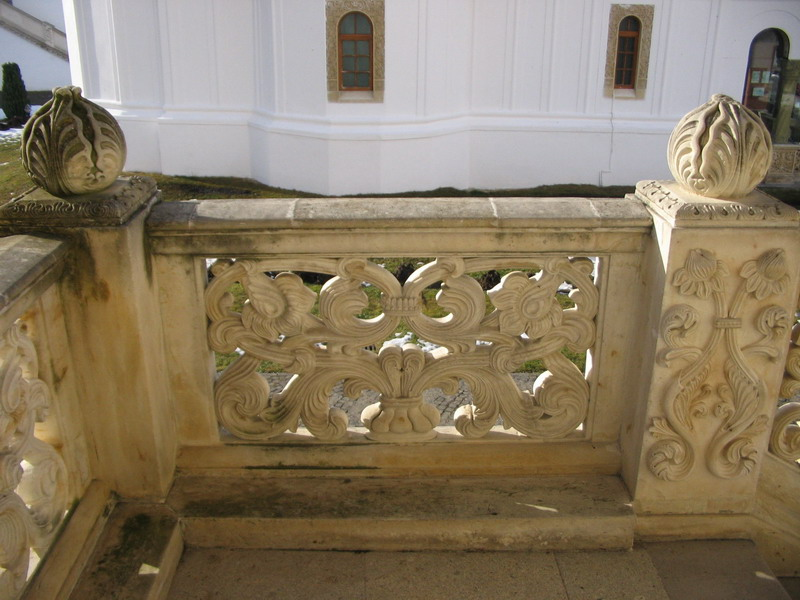
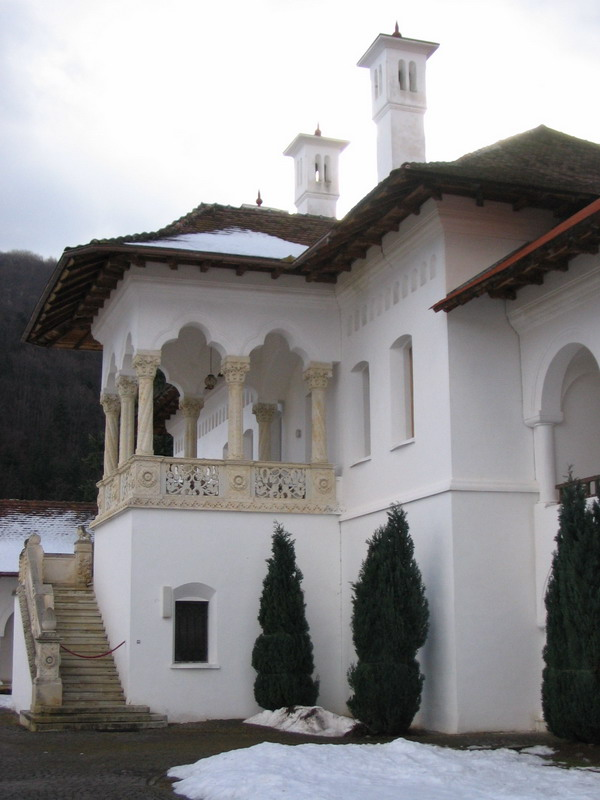
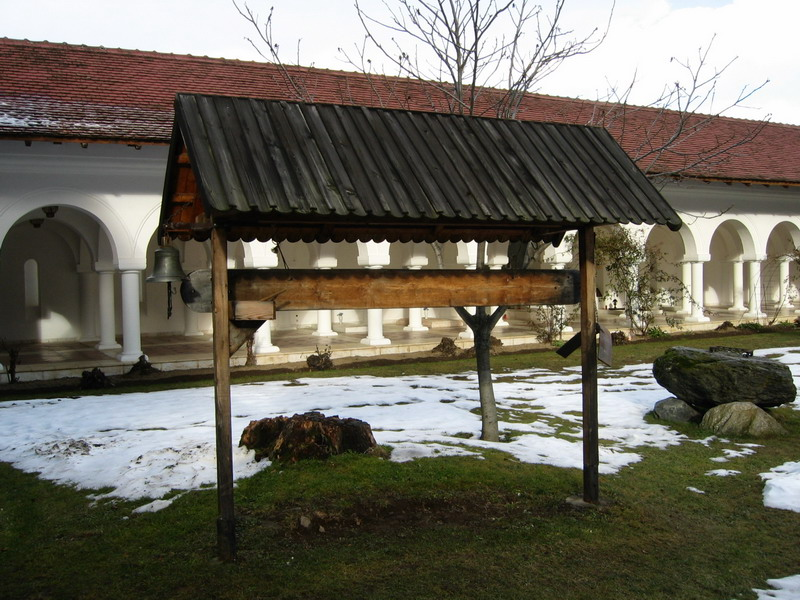